# イージーバス

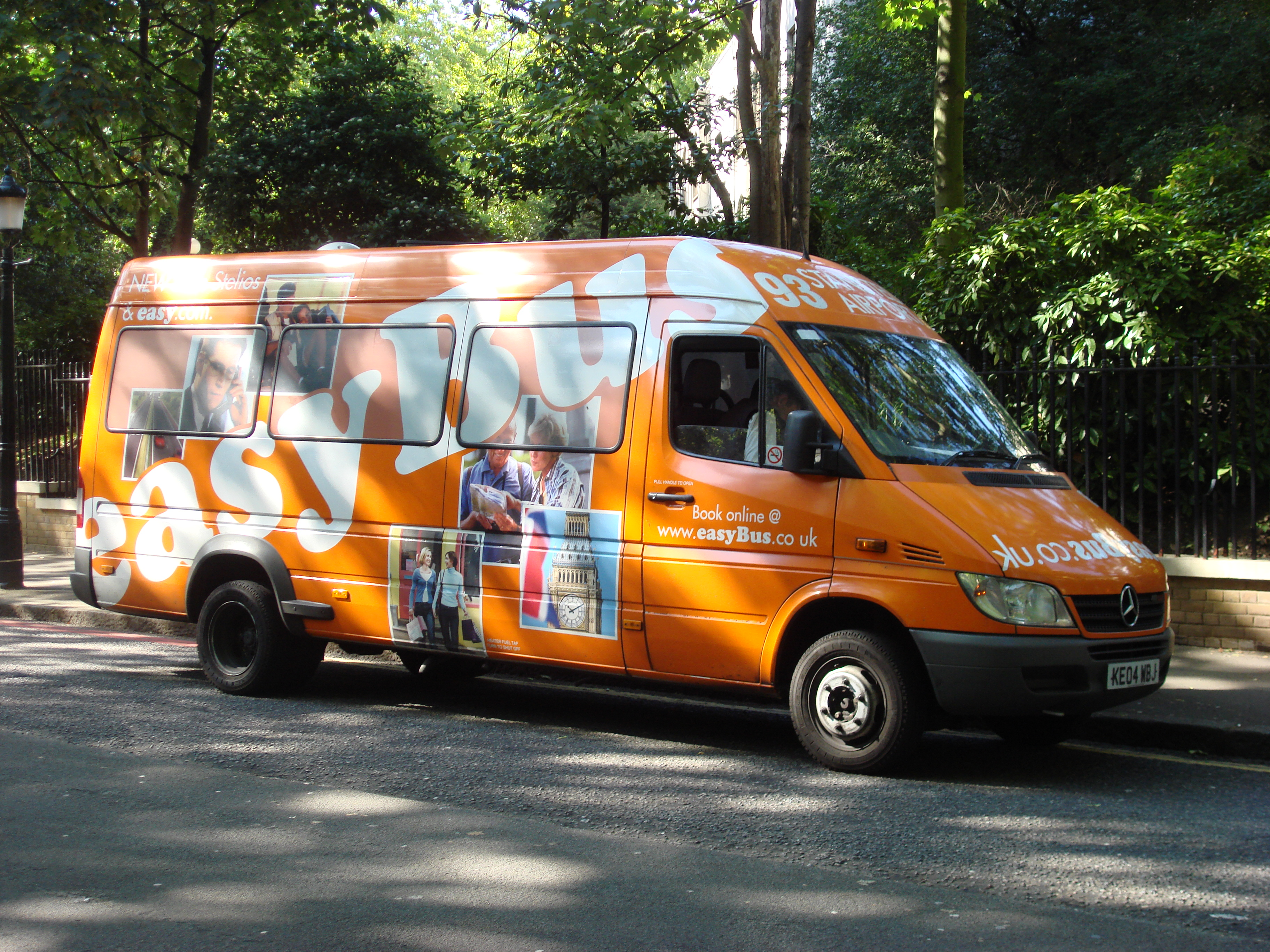
Bakerストリート近くにおけるeasyBusの車両。このタイプは2008年に供用終了している。

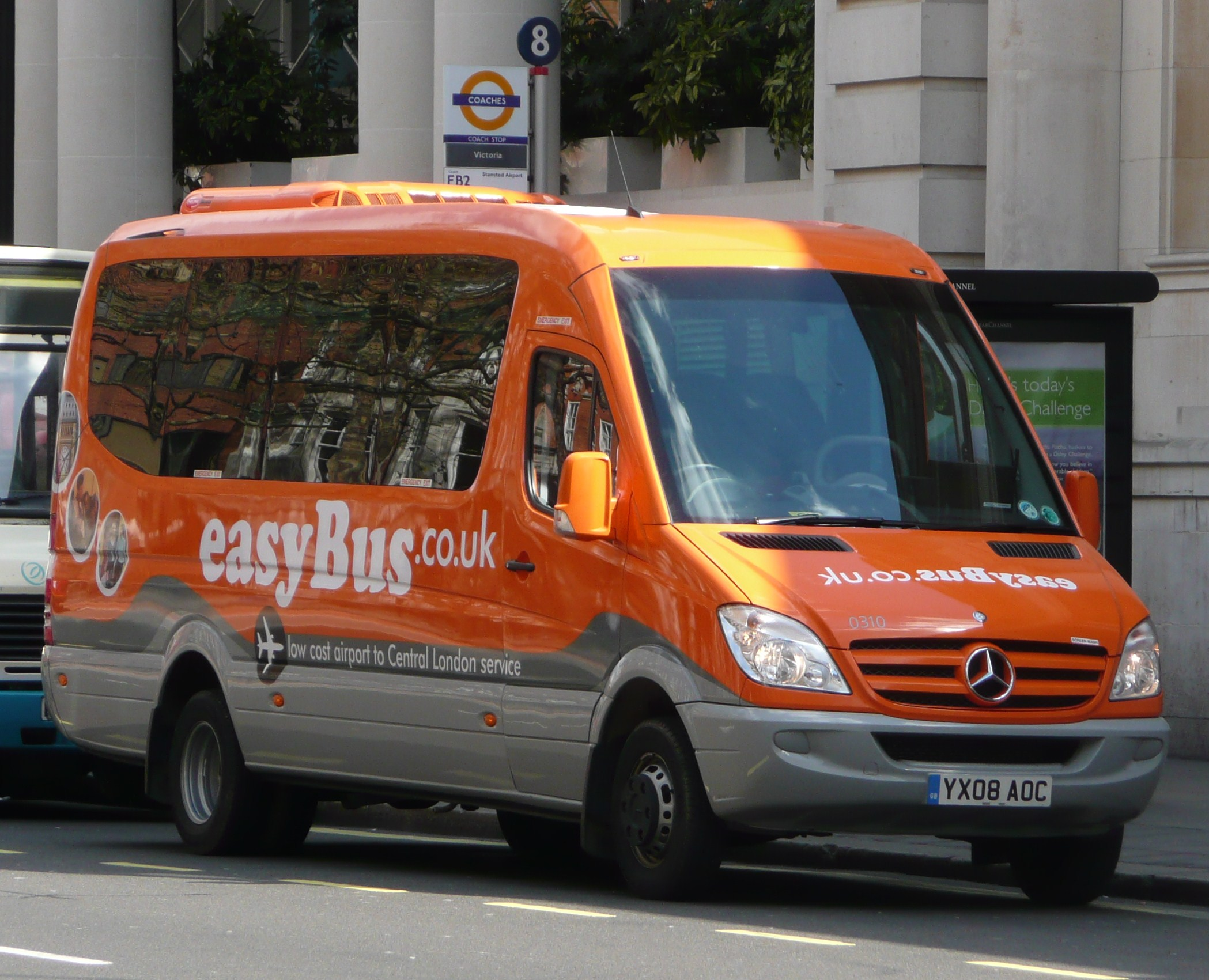
バッキンガム・パレス・ロードにおける新型:en:Optare SorocoのeasyBus車両。

イージーバス（英：easyBus、冒頭のeは小文字）は、イギリスにおける都市間（インターシティー）急行バスの事業者である。創業者は、起業家のステリオス・ハジ=イオアヌ（Stelios Haji-Ioannou）である。イージーグループの一員である。
イージーバスは、ノーフリル（＝余分なサービスの省略）の考え方による、空港へ急行運転するミニバスの事業者である。ロンドン市内中心部からさまざまな空港（ロンドン・ガトウィック空港、ロンドン・スタンステッド空港、ロンドン・ルートン空港）への運送を行っている。19座席のメルセデス・ベンツ製高級(豪華)ミニバス（エアコン付）を用いている。イージーバス社は各空港に販売デスクを備えているにもかかわらず、切符のほとんどはインターネット上で完売となる（なお、乗車当日に予約した場合には、運賃は高くなる）。ロンドン市内から乗車する乗客は、運転手から乗車券を直接に買う方式となっている。easyBusの荷物約款においては、1個の中規模のバッグと手回り品が許容されている。それより大きい物品を持ち込むには、エクストラ・シートを購入する必要がある。

## 歴史
イージグループは、まず2003年に、ノーフリルの急行サービスを行うつもりであることを発表した。その当初案は、ロンドン－バーミンガムの人口密集地帯に沿って行うというものでNational Expressと競争関係にあった。
2004年に至るとイージーバスは、ロンドンからミルトン・キーネスへの路線を開設するに至った。競争関係になったことで、ナショナルエクスプレスは、自社の数路線におけるロンドン発着の料金の割引を行うようになり、またメガバス(Megabus)を導入するようになった（メガバスは、ステージコーチグループの補助/支援の元で、同様のノーフリル輸送の哲学を元にしながら、90席の2階建てバス（ミニバスでない）を用いるというものである）。
コストを低く抑えるために、イージーバスは、当初、北ロンドンのヘンドンをターミナルとして使用し、ミルトン・キーネスの中心部に停留場を設置した（なお、ナショナルエクスプレスは、市の郊外にあるミルトン・キーネス・コーチウェイ停留所を用いている）。 営業開始後、しばらくして、イージーバスは2番目のルートン空港行きの路線を立ち上げた（ナショナルエクスプレスのJetlinkと競争関係にある）。2005年春に、イージーバスのロンドン側の到着場所をヘンドンから、より都心に近い場所であるベーカー・ストリートに変更している。

## 現在のサービス
イージーバスは、数本の路線を運行している。
| 系統番号 | 起点               | 終点                 | 運行車両                  | 備考 |
| -------- | ------------------ | -------------------- | ------------------------- | --- |
| EB2      | スタンステッド空港 | ロンドン・ビクトリア | en:Arriva Shires & Essex  | イージーバスのミニバスが運行に用いられる |
| EB4      | ガトウイック空港   | en:Fulham Broadway   | en:New Enterprise Coaches | イージーバスのミニバスが運行に用いられる |
| 757      | ルートン空港       | ロンドン・ビクトリア | en:Arriva Shires & Essex  | グリーンライン（Green Line） の757系統と共同運行。 数車両はイージーバス色のオレンジにペイントされているが、ほとんどはGreen Line塗色である。 |